# Iz*One
Iz*One (coréen: 아이즈원 (Aijeuwon) ; japonais : アイズワン (Aizuwan) ; stylisé IZ*ONE ; prononcé « eyes one ») est un ancien girl group sud-coréen-japonais formé sous CJ E&M par le programme Produce 48 en 2018 sur Mnet. Le groupe était éphémère et était  composé de douze membres : Kwon Eun-bi, Sakura Miyawaki, Kang Hye-won, Choi Ye-na, Lee Chae-yeon, Kim Chaewon, Kim Min-ju, Nako Yabuki, Hitomi Honda, Jo Yu-ri, An Yujin et Jang Won-young.
Le groupe a fait ses débuts en Corée du Sud le 29 octobre 2018, puis au Japon le 6 février 2019. Le groupe se sépare officiellement le 29 avril 2021, soit après les deux ans et demi d'activité prévus.

## Histoire
Iz*One a été créé par l'émission télévisée Produce 48, diffusée sur Mnet du 15 juin au 31 août 2018. Parmi les 96 candidates initiales représentant diverses agences sud-coréennes et le groupe AKB48 et ses groupes-sœurs, les douze finalistes ont été choisies par les votes des téléspectateurs lors de la finale retransmise en direct,. Étant issu de Produce, le groupe est temporaire et sera promu pendant une durée de 2 ans et 6 mois.
En septembre 2018, CJ ENM établit Off the Record qui annonce prendre en charge la gestion des activités d’Iz*One. En mars 2020, Swing Entertainment révèle rejoindre Off the Record dans la cogestion du groupe. AKS (désormais Vernalossom), agence des groupes AKB48, est chargée de superviser les activités du groupe au Japon.
Le groupe fait ses débuts le 29 octobre 2018 avec son premier mini-album intitulé Color*Iz. Ce premier album du groupe enregistre plus de 34 000 unités vendues le premier jour de sa sortie, établissant le nouveau record du plus grand nombre d'albums vendus le premier jour pour un groupe féminin. Dix jours après ses débuts, le groupe remporte la première place de l'émission de classement musical M Countdown avec son titre La Vie en rose. 
Durant leurs activités, elles ont également possédé une émission de variétés, Iz*One Chu.
Alors que le groupe prévoit de sortir son premier album studio Bloom*Iz le 11 novembre 2019, cette sortie est reportée en raison du scandale de manipulation des votes par Mnet. À cause de cet événement, les représentations, promotions et certaines apparitions télévisées d’Iz*One sont annulées ou suspendues. Après deux mois de pause, les agences des membres d'Iz*One et CJ ENM annoncent le 6 janvier 2020 être parvenues à un accord pour que le groupe reprenne ses activités. En février, Iz*One sort son premier album studio accompagné du single Fiesta. Il s’agit du premier album d'un groupe féminin à dépasser la barre des 300 000 exemplaires vendus en une semaine.
Le 10 mars 2021, après de nombreuses rumeurs concernant une potentielle extension de contrat, Mnet annonce officiellement que le groupe cessera ses activités en avril 2021. Iz*One se sépare officiellement le 29 avril et les membres retournent dans leurs agences respectives. 
À la suite de cela, les fans du groupe se mobilisent et lancent le projet Parallel Universe dans l’objectif de permettre au groupe de prolonger ses activités. Le projet atteint son objectif de financement d’un milliard de won dans les vingt premières minutes après le lancement de la campagne de financement participatif. Grâce à cette mobilisation, CJ ENM annonce le 19 juin que des négociations étaient en cours pour éventuellement relancer le groupe. Quelques semaines plus tard, il est annoncé que les négociations avec les différentes agences ont échouées et que la relance du groupe est annulée. 

## Membres
| Nom de naissance | Nom de naissance | Nom de naissance   | Date de naissance  | Nationalité  | Agence                    | Position                                                                 |
| Romanisé         | Coréen           | Japonais           | Date de naissance  | Nationalité  | Agence                    | Position                                                                 |
| ---------------- | ---------------- | ------------------ | ------------------ | ------------ | ------------------------- | ------------------------------------------------------------------------ |
| Kwon Eun-bi      | 권은비           | クォン・ウンビ     | 27 septembre 1995  | Sud-coréenne | Woollim Entertainment     | Leader, vocaliste secondaire, danseuse principale, unnie (la plus âgée)  |
| Sakura Miyawaki  | 미야와키 사쿠라  | 宮脇咲良           | 19 mars 1998       | Japonaise    | HKT48                     | Vocaliste, danseuse, rappeuse                                            |
| Kang Hye-won     | 강혜원           | カン・ヘウォン     | 5 juillet 1999     | Sud-coréenne | 8D Creative               | Rappeuse secondaire, vocaliste, danseuse                                 |
| Choi Ye-na       | 최예나           | チェ・イェナ       | 29 septembre 1999  | Sud-coréenne | Yuehua Entertainment      | Rappeuse principale, vocaliste secondaire, danseuse secondaire           |
| Lee Chae-yeon    | 이채연           | イ・チェヨン       | 11 janvier 2000    | Sud-coréenne | WM Entertainment          | Danseuse principale, rappeuse secondaire, vocaliste secondaire           |
| Kim Chae-won     | 김채원           | キム・チェウォン   | 1er août 2000      | Sud-coréenne | Woollim Entertainment     | Vocaliste secondaire, danseuse secondaire                                |
| Kim Min-ju       | 김민주           | キム・ミンジュ     | 5 février 2001     | Sud-coréenne | Urban Works               | Rappeuse secondaire, vocaliste, danseuse                                 |
| Nako Yabuki      | 야부키 나코      | 矢吹奈子           | 18 juin 2001       | Japonaise    | HKT48                     | Vocaliste, danseuse                                                      |
| Hitomi Honda     | 혼다 히토미      | 本田仁美           | 6 octobre 2001     | Japonaise    | AKB48                     | Danseuse secondaire, vocaliste                                           |
| Jo Yu-ri         | 조유리           | チョ・ユリ         | 22 octobre 2001    | Sud-coréenne | Stone Music Entertainment | Vocaliste principale, danseuse                                           |
| An Yu-jin        | 안유진           | アン・ユジン       | 1er septembre 2003 | Sud-coréenne | Starship Entertainment    | Vocaliste secondaire, danseuse secondaire                                |
| Jang Won-young   | 장원영           | チャン・ウォニョン | 31 août 2004       | Sud-coréenne | Starship Entertainment    | Vocaliste, center, danseuse secondaire, rappeuse, maknae (la plus jeune) |

## Discographie

### Discographie coréenne
| Année                                                                       | Titre                               | Détails                                                                                 | Classements | Classements | Classements | Ventes                                         |
| Année                                                                       | Titre                               | Détails                                                                                 | COR         | JAP         | USA World   | Ventes                                         |
| --------------------------------------------------------------------------- | ----------------------------------- | --------------------------------------------------------------------------------------- | ----------- | ----------- | ----------- | ---------------------------------------------- |
| 2018                                                                        | Color*Iz (1er mini album)           | - Date de sortie : 29 octobre 2018 - Labels : Off the Record, Stone Music Entertainment | 2           | 1           | 9           | - COR : plus de 276 000 - JAP : plus de 48 734 |
| 2019                                                                        | Heart*Iz (2e mini album)            | - Date de sortie : 1er avril 2019 - Labels : Off the Record, Stone Music Entertainment  | 1           | 4           | 6           | - COR : plus de 308 000 - JAP : plus de 40 065 |
| 2020                                                                        | Bloom*Iz (1er album studio)         | - Date de sortie : 17 février 2020 - Labels : Off the Record, Stone Music Entertainment | 2           | 3           | 15          | - COR : plus de 489 900 - JAP : plus de 52 550 |
| 2020                                                                        | Oneiric Diary (3e mini album)       | - Date de sortie : 15 juin 2020 - Labels : Off the Record, Swing Entertainment          | 2           | 4           | —           | - COR : plus de 582 300 - JAP : plus de 42 268 |
| 2020                                                                        | One-reeler / Act IV (4e mini album) | - Date de sortie : 7 décembre 2020 - Labels : Off the Record, Swing Entertainment       | 1           | 8           | —           | - COR : plus de 464 800 - JAP : plus de 35 529 |
| "—" indique que l'album ne s'est pas classé ou n'est pas sorti dans ce pays |                                     |                                                                                         |             |             |             |                                                |

### Discographie japonaise
| Année | Titre                                                  | Détails                                                                      | Classement | Ventes                  |
| Année | Titre                                                  | Détails                                                                      | Oricon     | Ventes                  |
| ----- | ------------------------------------------------------ | ---------------------------------------------------------------------------- | ---------- | ----------------------- |
| 2019  | Suki to Iwasetai (好きと言わせたい) (1er single album) | - Date de sortie : 5 février 2019 - Labels : EMI Records, Universal Music    | 2          | - JAP : plus de 318 000 |
| 2019  | Buenos Aires (2e single album)                         | - Date de sortie : 21 juin 2019 - Labels : EMI Records, Universal Music      | 1          | - JAP : plus de 332 000 |
| 2019  | Vampire (3e single album)                              | - Date de sortie : 25 septembre 2019 - Labels : EMI Records, Universal Music | 1          | - JAP : plus de 371 000 |
| 2020  | Twelve (1er album studio)                              | - Date de sortie : 21 octobre 2020 - Labels : EMI Records, Universal Music   | 1          | - JAP : plus de 177 000 |

### Singles
| Année                                                      | Titre                               | Meilleures positions | Meilleures positions | Meilleures positions | Album               |
| Année                                                      | Titre                               | COR                  | JAP                  | USA World            | Album               |
| Coréens                                                    | Coréens                             | Coréens              | Coréens              | Coréens              | Coréens             |
| ---------------------------------------------------------- | ----------------------------------- | -------------------- | -------------------- | -------------------- | ------------------- |
| 2018                                                       | La Vie en rose (라비앙로즈)         | 14                   | 21                   | 6                    | Color*Iz            |
| 2019                                                       | Violeta (비올레타)                  | 18                   | 13                   | 8                    | Heart*Iz            |
| 2020                                                       | Fiesta                              | 3                    | 6                    | 13                   | Bloom*Iz            |
| 2020                                                       | Secret Story of the Swan (환상동화) | 6                    | 14                   | 11                   | Oneiric Diary       |
| 2020                                                       | Panorama                            | 22                   | 33                   | 22                   | One-reeler / Act IV |
| Japonais                                                   |                                     |                      |                      |                      |                     |
| 2019                                                       | Suki to Iwasetai (好きと言わせたい) | —                    | 2                    | —                    | Twelve              |
| 2019                                                       | Buenos Aires                        | —                    | 1                    | —                    | Twelve              |
| 2019                                                       | Vampire                             | —                    | 1                    | —                    | Twelve              |
| 2020                                                       | Beware                              | —                    | 75                   | —                    | Twelve              |
| "—" indique que le single ne s'est pas classé dans ce pays |                                     |                      |                      |                      |                     |

## Tournées
IZ*ONE 1st Concert Tour - Eyes On Me (2019)
| Date(s)             | Pays         | Ville     | Lieu                        | Audience | Ref    |
| ------------------- | ------------ | --------- | --------------------------- | -------- | ------ |
| 7, 8 et 9 juin 2019 | Corée du Sud | Séoul     | Jamsil Indoor Stadium       | 18 000   | [ 36 ] |
| 16 juin 2019        | Thaïlande    | Bangkok   | MCC Hall, The Mall Bangkapi | 4 000    | [ 37 ] |
| 29 juin 2019        | Taïwan       | Taipei    | Xinzhuang Gymnasium         | 4 500    | [ 38 ] |
| 13 juillet 2019     | Chine        | Hong Kong | AsiaWorld–Expo, Hall 10     | 5 000    | [ 39 ] |
| 21 août 2019        | Japon        | Chiba     | Makuhari Messe              | 14 000   | [ 40 ] |
| 1er septembre 2019  | Japon        | Kobe      | Kobe World Hall             | 20 000   | [ 41 ] |
| 8 septembre 2019    | Japon        | Fukuoka   | Marine Messe Fukuoka        | 20 000   | [ 41 ] |
| 25 septembre 2019   | Japon        | Saitama   | Saitama Super Arena         | 16 000   | [ 41 ] |
| Total               | Total        | Total     | Total                       | 81 500   |        |

## Filmographie

### Émissions
| Année | Titre                        | Chaîne       | Note(s) | Réf.   |
| ----- | ---------------------------- | ------------ | --- | ------ |
| 2018  | Produce 48                   | Mnet         | Concours télévisé pour déterminer les membres du groupe.                                                                  |        |
| 2018  | Iz*One Chu                   | Mnet         | Émission de télé-réalité d' Iz*One.                                                                                       | [ 42 ] |
| 2019  | Iz*One City                  | Mobidic      | Émission dans laquelle les membres s'affrontent à travers différents jeux.                                                | [ 43 ] |
| 2019  | Iz*One Chu – Secret Friend   | Mnet         | Saison 2 d'Iz*One Chu. | [ 44 ] |
| 2019  | Knowing Bros                 | JTBC         | Épisode 178 |        |
| 2020  | Iz*One Chu – Fantasy Campus  | Mnet         | Saison 3 d'Iz*One Chu. | [ 45 ] |
| 2020  | Iz*One Eat-ing Trip          | U+ Idol Live | Émission de télé-réalité en ligne où les membres doivent relever des défis afin de manger différents types de nourriture. | [ 46 ] |
| 2020  | Iz*One Chu – ON:TACT         | Mnet         | Saison 4 d'Iz*One Chu. | [ 47 ] |
| 2021  | Iz*One Eat-ing Trip 2        | U+ Idol Live | Saison 2 d'Iz*One Eat-ing Trip.                                                                                           | [ 48 ] |
| 2021  | Fantastic Iz : Hidden School | Universe App | Émission de variétés se passant au sein d'une académie pour pouvoirs surnaturels.                                         | [ 49 ] |
| 2021  | Iz*One Eat-ing Trip 3        | U+ Idol Live | Saison 3 d'Iz*One Eat-ing Trip.                                                                                           | [ 50 ] |

## Distinctions
- Asia Artist Awards 2018 : Rookie of the Year – Music[51]
- Asia Artist Awards 2020 : Best Musician Award[52]
- Asia Artist Awards 2020 : Potential Award[52]
- The Fact Music Awards 2020 : Artist of the Year (Bonsang)[53]
- Gaon Chart Music Awards 2018 : New Artist of the Year[54]
- Gaon Chart Music Awards 2020 : The Hot Performance of the Year[55]
- Gaon Chart Music Awards 2021 : Album of the Year – 1st Quarter pour One-reeler / Act IV[56]
- Genie Music Awards 2019 : Best Dance Performance (Female) pour Violeta[57]
- Genie Music Awards 2019 : Most Popular Artist[57]
- Golden Disc Awards 2019 : Rookie of the Year[58]
- Japan Gold Disc Awards 2020 : New Artist of the Year (Asia)[59]
- Mnet Asian Music Awards 2018 : Best New Female Artist[60]
- Mnet Asian Music Awards 2018 : New Asian Artist[60]
- Mnet Asian Music Awards 2020 : Favorite Female Group[61]
- Seoul Music Awards 2018 : New Artist Award[62]
- Seoul Music Awards 2020 : Main Award (Bonsang)[63]